# Steve Brine
Stephen Charles Brine (né le 28 janvier 1974) est un homme politique du parti conservateur britannique et député de Winchester de 2010 à 2024.

## Jeunesse
Il fait ses études à la Bohunt School, au Highbury College et à la Liverpool Hope University où il étudie l'histoire. Il passe une année sabbatique à la présidence du syndicat des étudiants. À Liverpool, il crée une nouvelle société appelée Liverpool Student Media. Dans sa jeunesse, Brine rejoint également les Amis de la Terre, une des raisons pour lesquelles il est entré en politique.

## Carrière professionnelle
Il travaille comme journaliste de radio, et quand à 18 ans est l'un des plus jeunes journalistes et producteurs de la BBC Radio locale, avant de travailler avec BBC Radio Surrey et BBC Southern Counties Radio. Il est également journaliste indépendant à BBC Radio 5 Live. Il passe également une année à Chicago avec WGN Radio du Tribune Media Group. Il travaille également comme consultant en développement des affaires et pour une entreprise de marketing et d'édition de golf.

## Carrière politique
Il est assistant au bureau central des conservateurs lorsque William Hague est à la tête du parti et de nouveau au cours de la législature 2005-2010, lorsqu'il travaille avec des députés conservateurs et des candidats parlementaires dans le Hampshire et l'île de Wight.
Ancien responsable de campagne du parti pour le Hampshire, Brine est choisi en novembre 2006 pour Winchester, où il est vice-président (politique) de l'association conservatrice locale.
En 2013, Brine est nommé Secrétaire parlementaire privé de Mike Penning, ministre d'État au ministère du Travail et des Pensions et ministre des Personnes handicapées, travaillant avec ses collègues, notamment Iain Duncan Smith (conservateur) et Steve Webb (libéral démocrate).
En juillet 2014, il suit Penning dans son nouveau poste au sein du Home Office et au ministère de la Justice. Cela fait suite à plusieurs années passées au Comité spécial de la justice de la Chambre des communes, présidé par le député démocrate libéral démocrate Alan Beith, où une grande partie du travail de Brine est centré sur la réhabilitation.
Il est investi par les conservateurs de Winchester pour se présenter aux élections législatives du 7 mai 2015 et est réélu à une majorité de près de 17 000 voix.
En mai 2015, il est nommé Secrétaire parlementaire privé du secrétaire d'État à la Santé, Jeremy Hunt.
Brine est opposé au Brexit avant le référendum de 2016 sur l'adhésion du Royaume-Uni à l'UE. Après le changement de Premier ministre en juillet 2016, Brine devient ministre après avoir été nommé whip du gouvernement par Theresa May.
À la suite des élections générales de 2017, il est nommé sous-secrétaire d'État parlementaire à la Santé, chargé de la santé publique et des généralistes.
Il démissionne du gouvernement le 25 mars 2019 pour voter contre la politique du gouvernement sur le Brexit.